# Plagodis excavaria
Plagodis excavaria är en fjärilsart som beskrevs av Morrison 1873. Plagodis excavaria ingår i släktet Plagodis och familjen mätare. Inga underarter finns listade i Catalogue of Life.